# 囲碁の時間
『囲碁の時間』（いごのじかん）は、2012年3月までNHK教育テレビで毎週日曜日に放送された囲碁番組である。

## 概要
番組は以下の2部で構成される（放送時間は2011年度のもの）。
- 第1部 - 囲碁講座（12:15 - 12:30）
現役棋士や女流棋士が講師を務め、女流棋士やタレントなどが聞き手を担当する。1993年までは毎年4月から翌年3月までを、1994年以降は毎年4月から9月まで（前期）と、10月から翌年3月まで（後期）をそれぞれ一つのタームとしてあるテーマを持って講座が進められた。
2007年上期は講師と聞き手講座ではなく2人で講座を行う方式で行われた。
2010年の囲碁講座については木曜日（05:05 - 05:25）に再放送がなされた。
- 第2部 - NHK杯テレビ囲碁トーナメント大会（12:30 - 14:00、短縮の場合もある）

2010年度までは第1部が12:00 - 12:20、第2部が12:20 - 14:00の放送であった。2011年度は新たに11:45 - 12:15に「囲碁・将棋フォーカス」が放送されるようになったため囲碁講座の詰碁のコーナーが廃止となり、放送時間も囲碁講座が5分、トーナメント戦が10分短縮となった。
2012年3月18日の放送をもって「囲碁の時間」としての放送は終了となった。同年4月8日からは毎週日曜に、「囲碁・将棋フォーカス」で隔週放送された囲碁情報と囲碁講座の内容を統合した「囲碁フォーカス」（正午 - 12:30）と、「NHK杯テレビ囲碁トーナメント」（12:30 - 14:00）に分離することになった。
毎年正月3が日のうちの1日で「新春お好み囲碁対局」が催された。これは、「若手対ベテラン」の夢の対局であったり、囲碁愛好家の著名人を迎えたプロ・アマ戦などの形式をとる。

## 囲碁講座
| 年度と期別   | 講座名                                           | 講師                 | 聞き手     |
| ------------ | ------------------------------------------------ | -------------------- | ---------- |
| 1976年度     | 入門から入段まで                                 | 白江治彦             | 堤加容子   |
| 1979年度     | 小山定石談議                                     | 小山鎮男             |            |
| 1980年度     | 囲碁史にみる人と名局                             |                      |            |
| 1981年度     | ワンポイント手筋教室                             | 小林千寿             | 山崎イサオ |
| 1982年度     | ｢実戦教室｣～プロプロ置碁(九子局)                 | 小山鎮男             | 楠瀬真理子 |
| 1983年度     | この手にはこの手で・必ず出てくる置き碁のパターン | 泉谷政憲             | 楠瀬真理子 |
| 1984年度     | 碁敵の知らない新定石                             | 安倍吉輝             | 井戸田啓子 |
| 1985年度     | これでOK初級突破法                               | 石倉昇               | 井戸田啓子 |
| 1986年度     | 発想を変えよう中盤戦法                           | 上村邦夫             | 島田広美   |
| 1987年度     | 囲碁は楽しい会話ですよ                           | 王銘琬               | 島田広美   |
| 1988年度     | あなたも碁が楽しめる初級コース                   | 泉谷政憲             | 島田広美   |
| 1989年度     | これならわかる定石の生かし方                     | 石倉昇               | 島田広美   |
| 1990年度     | パターンで覚える攻めの戦略                       | 淡路修三             | 林恵美子   |
| 1991年度     | 楽しく覚える一週ワンステップ                     | 白江治彦             | 林恵美子   |
| 1992年度     | 実戦に役立つ格言上達法                           | 清成哲也             | 林恵美子   |
| 1993年度     | 中国流で勝つ                                     | 羽根泰正             | 重野由紀   |
| 1994年度前期 | 小山竜吾の入門講座                               | 小山竜吾             | 多内結花   |
| 1994年度後期 | 石井邦生の初級講座                               | 石井邦生             | 水戸夕香里 |
| 1995年度前期 | 美香の見合い大作戦                               | 吉田美香             | 原田大二郎 |
| 1995年度後期 | 形と筋に明るくなろう                             | 杉内寿子             | 山下千文   |
| 1996年度前期 | 楊嘉源の基本戦略                                 | 楊嘉源               | 星野智美   |
| 1996年度後期 | 21世紀の打ち方                                   | 呉清源               | 小川誠子   |
| 1997年度前期 | 結城聡の戦いのポイント                           | 結城聡               | 渋澤真知子 |
| 1997年度後期 | 白江治彦の手筋・ヘボ筋                           | 白江治彦             | 林芳美     |
| 1998年度前期 | 梅沢由香里のレッツ碁                             | 梅沢由香里           | 辰巳琢郎   |
| 1998年度後期 | 梅沢由香里の続レッツ碁                           | 梅沢由香里           | 辰巳琢郎   |
| 1999年度前期 | 呉清源21世紀の打ち方・思い出の名局から           | 呉清源               | 小川誠子   |
| 1999年度後期 | 石倉昇のすぐに役立つ初級突破法                   | 石倉昇               | 林芳美     |
| 2000年度前期 | 攻めの基本守りの基本                             | マイケル・レドモンド | 林芳美     |
| 2000年度後期 | 苑田流基本戦略                                   | 苑田勇一             | 高倉由季   |
| 2001年度前期 | 広いほうから押し込む                             | 王銘琬               | 林浩美     |
| 2001年度後期 | 片岡聡の基本テクニック                           | 片岡聡               | 林芳美     |
| 2002年度前期 | 林海峰の実戦に学ぼう                             | 林海峰               | 万波佳奈   |
| 2002年度後期 | 淡路語録があなたを変える                         | 淡路修三             | 石井妙子   |
| 2003年度前期 | 基礎を固めてレベルアップ                         | 白江治彦             | 稲葉禄子   |
| 2003年度後期 | 白江治彦の置き碁戦略                             | 白江治彦             | 稲葉禄子   |
| 2004年度前期 | 石の形を美しく                                   | 小川誠子             | 石井妙子   |
| 2004年度後期 | 石倉昇の「上達の秘訣」教えます                   | 石倉昇               | 押田華奈   |
| 2005年度前期 | 大竹美学の真髄                                   | 大竹英雄             | 林芳美     |
| 2005年度後期 | 大森泰志の自分流のススメ                         | 大森泰志             | 稲葉禄子   |
| 2006年度前期 | 石田芳夫のやさしく考える碁                       | 石田芳夫             | 木下かおり |
| 2006年度後期 | 山田規三夫の超攻撃法                             | 山田規三生           | 祷陽子     |
| 2007年度前期 | やっしー&陽光の楽しく上達                        | 矢代久美子、武宮陽光 | -          |
| 2007年度後期 | 結城聡のこれが世界の新感覚                       | 結城聡               | 万波佳奈   |
| 2008年度前期 | レドモンドの基本は格言にあり                     | マイケル・レドモンド | 青葉かおり |
| 2008年度後期 | 二十四世本因坊秀芳のやさしく考える定石           | 石田芳夫             | 向井梢恵   |
| 2009年度前期 | 石倉昇のあなたも囲碁仲間 ～入門から初段まで～    | 石倉昇               | 高倉梢     |
| 2009年度後期 | 横田茂昭の厚味の戦略                             | 横田茂昭             | 稲葉禄子   |
| 2010年度前期 | 小林光一の攻めの構想小林流                       | 小林光一             | 穂坂繭     |
| 2010年度後期 | 淡路修三の楽しく学べるヨセ                       | 淡路修三             | 木下かおり |
| 2011年度前期 | 中野寛也の戦いの"碁力（ゴヂカラ）"               | 中野寛也             | 万波佳奈   |
| 2011年度後期 | 溝上知親 定石のソムリエ                          | 溝上知親             | 新垣未希   |